# 五點 (佛羅里達州)
五點（英語：Five Points）是位於美國佛羅里達州哥倫比亞縣的一個人口普查指定地區。

## 地理
五點的座標為30°12′55″N 82°38′33″W / 30.21528°N 82.64250°W，而該地最高點為海拔高度50米（即164英尺）。

## 人口
根據2010年美國人口普查的數據，五點的面積為6.70平方千米，當中陸地面積為6.70平方千米，而水域面積為0.00平方千米。當地共有人口1265人，而人口密度為每平方千米188人。